# Paralichthys olivaceus
Paralichthys olivaceus är en fiskart som först beskrevs av Temminck och Schlegel, 1846.  Paralichthys olivaceus ingår i släktet Paralichthys och familjen Paralichthyidae. Inga underarter finns listade i Catalogue of Life.